# Dystactula natalensis
Dystactula natalensis es una especie de mantis de la familia Mantidae.

## Distribución geográfica
Se encuentra en Natal y Zululandia (Sudáfrica).